# Metopoceras felicina
Metopoceras felicina là một loài bướm đêm thuộc họ Noctuidae. Nó được tìm thấy ở Bồ Đào Nha, Tây Ban Nha, quần đảo Canaria, và khu vực phía tây của các nước Maghreb. 
Con trưởng thành bay từ tháng 2 đến tháng 6. Có một lứa một năm.

## Phụ loài
- Metopoceras felicina felicina
- Metopoceras felicina calderana (quần đảo Canary)
- Metopoceras felicina purpurariae (quần đảo Canary)